# Mór
Mór è una città dell'Ungheria di 13 518 abitanti (dati 2022). È situata nella contea di Fejér.
Fra i piccoli paesi della regione del Transdanubio Centrale, giace tra le colline di Vértes e Bakony. Le radici storiche dell'attuale città risalgono al periodo celtico e romano. La città è il centro economico, istituzionale e culturale della piccola regione di Mór, che comprende 13 insediamenti. Lo sviluppo della città iniziò con l'arrivo di coloni tedeschi e monaci cappuccini nel 1697.
La Battaglia di Mór, il 30 dicembre 1848, fu una vittoria cruciale per le forze dell'Impero austriaco nella repressione della Rivoluzione ungherese del 1848.

## Gemellaggi
Mór è gemellata con:
- Freudenberg, Germania
- Miercurea Nirajului, Romania
- Valdobbiadene, Italia
- Wolsztyn, Polonia